# M203 (Granatwerfer)

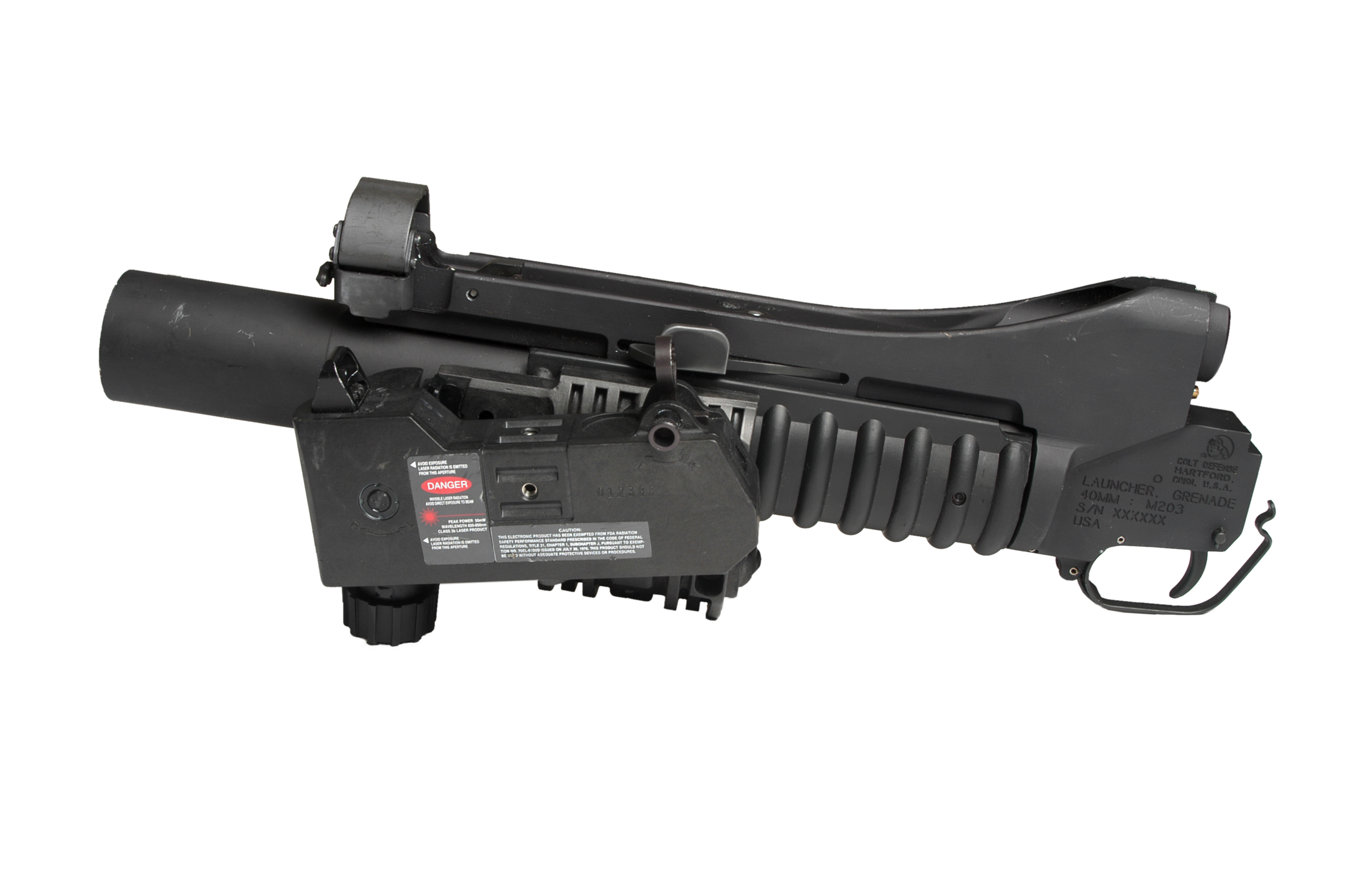
M203 Granatwerfer (auf Ständer)

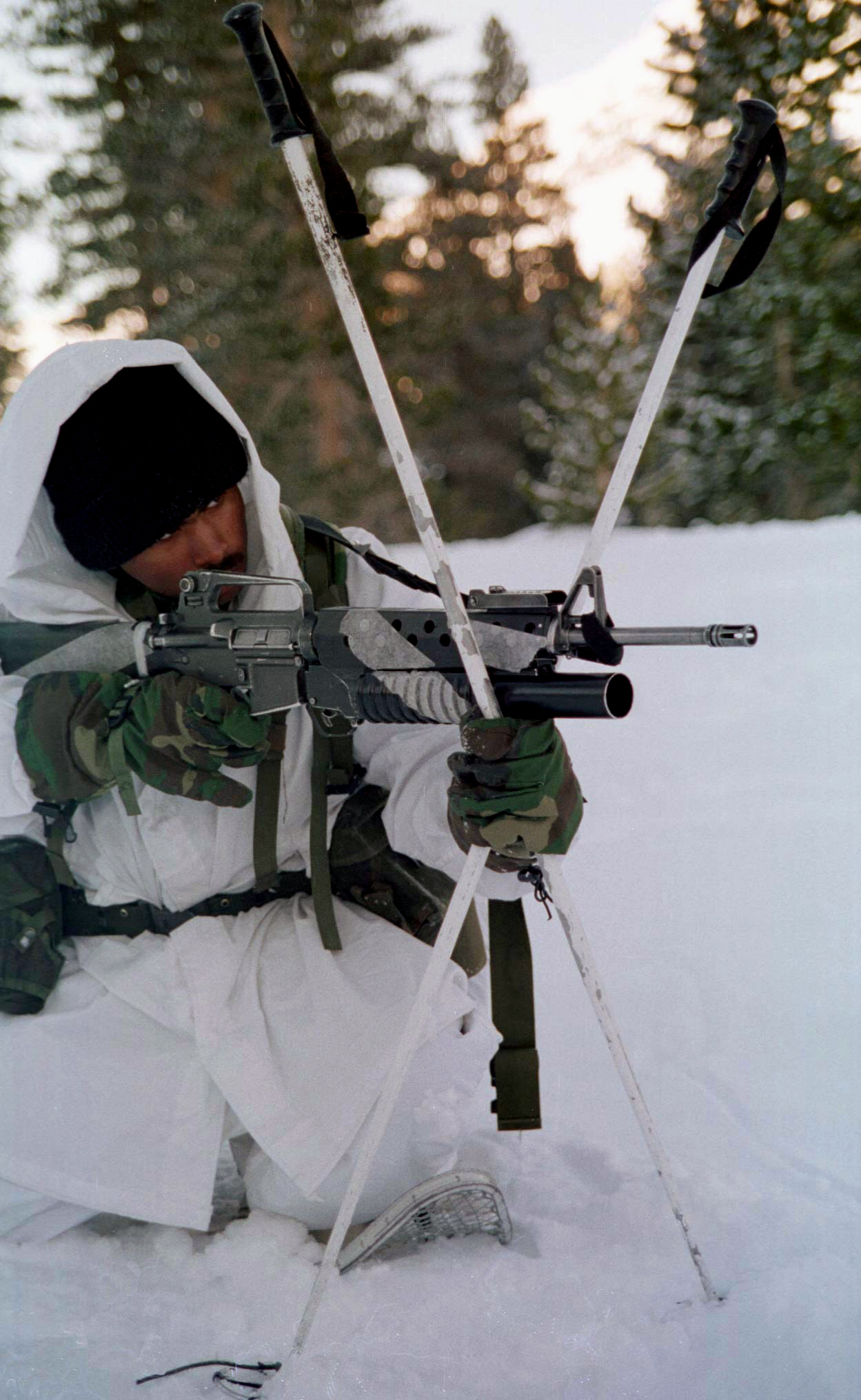
Sturmgewehr M16A2 mit aufgesetztem M203-Granatwerfer

Der M203-Granatwerfer ist eine Einzelschusswaffe für 40-mm-Granaten, die in ihrer Standardversion am Sturmgewehr M16 und in der Version M203A1 am M4-Sturmgewehr angebracht wird, mit entsprechenden Adaptern aber auch an weiteren Langwaffen befestigt werden kann und so die Feuerkraft des einzelnen damit ausgerüsteten Infanteristen massiv erhöht. Allerdings lässt die Präzision des Trägergewehres nach, weil das zusätzliche Gewicht die Stabilisierung erschwert.

## Einsatz und Verwendung
Die mit dem M203 ausgerüsteten Infanteristen tragen eine spezielle Weste, auf der die verschiedenen Granattypen angebracht sind, so dass sie im Gefecht schnell ausgewählt werden können. Das Rohr des M203 wird entriegelt und am gewellten Handgriff nach vorne bewegt, von hinten wird eine Granate in das Rohr geschoben, welches dann am Handgriff wieder zurückgezogen und in der Ausgangsposition verriegelt wird. Das Magazin des Trägergewehrs fungiert als „Pistolengriff“ des Granatwerfers. Eine zusätzlich am Trägergewehr angebrachte Visierung hilft dem Schützen, durch Anheben des Gewehrs die gewünschte Distanz einzustellen. Über einen separaten Abzug am M203 wird die Granate schließlich abgefeuert. Der Rückstoß ist relativ gering, da ein spezielles Zündsystem verwendet wird. Die Granate wird mit relativ wenig Zündmittel aus der Hülse gefeuert, wobei sie sekundär durch ein im Granatboden angebrachtes System weitere Zündgase entwickelt, die über große Löcher in den Lauf entweichen. Die Granate verlässt die Mündung mit rund 70 m pro Sekunde und ist durch den Schützen in ihrer Flugbahn gut zu beobachten. Der Zünder der Granate wird erst nach einer halben Sekunde scharf, so dass eine sichere Distanz von rund 30 Metern zur frühesten Explosion eingehalten wird, um Unfälle zu vermeiden.
Die Wirkung im Ziel entspricht bei Explosivgranaten in etwa der Explosion einer Handgranate.

## Entwicklung
Der M203 ersetzte im US-Militär ab Anfang der 1970er Jahre den Granatwerfer M79 („Blooper“), der noch eine separate Waffe war. Der M203 wurde entwickelt, damit ein Soldat schneller zwischen Sturmgewehrfeuer und HE-Granatfeuer wechseln konnte. Im Vergleich war der M79 aber schneller nachladbar und unter ungünstigen Bedingungen genauer.
Eingeführt wurde der M203 hauptsächlich als Aufsatz für das Colt M16 Commando, der Kurzversion des damaligen Colt M16A1 und Vorläufer des heutigen M4-Sturmgewehrs. Das Commando besitzt auf Grund seines kurzen Laufes einen 10 cm langen Mündungsfeuerdämpfer, in welchen eine Vertiefung gedreht wurde, in der die vordere Halterung des M203 befestigt werden konnte. Nach einer erfolgreichen Testphase wurde das System eingeführt.
Heckler & Koch entwickelte den Nachfolger AG36, der unter der amerikanischen Bezeichnung XM320 ab 2006 den M203 im US-Inventar ersetzte. Er wiegt mehr als der M203, wurde aber in verschiedenen Punkten verbessert.
Während des Afghanistankrieges führte die sowjetische Armee ebenfalls einen Unterlaufgranatwerfer ein. Inzwischen ist das Prinzip des Unterlaufabschussgerätes weltweit bei diversen Armeen in Verwendung.

## Technische Daten
- Kaliber: 40 × 46 mm Granate
- Funktion: einzelschüssiger Gewehradapter zum Abfeuern von Kleingranaten
- Länge: 38,1 cm
- Lauflänge: 30,5 cm
- Gewicht: 1360 g (ungeladen), 1580 g (geladen)
- Gewicht mit M16 (geladen): 5,0 kg
- Mündungsgeschwindigkeit: 71 m/s
- Reichweite: 150 m (Punktfeuer), 300 m (Flächenfeuer), 400 m (Maximal)
- Kadenz: 5 bis 7 Schüsse/min

## Munitionsarten
- Tränengas
- Rauch/Nebel
- Explosivgranaten (HE)
- Splittergranaten (M67)
- panzerbrechende Granaten

Verschiedene Granatarten 40 mm

- Leuchtfackeln zur Gefechtsfeldbeleuchtung
- Signalfackeln
- Übungsgranaten
- Blendgranaten

Im Vergleich zum M79 ist die maximale Länge der Patronen begrenzt, da das Rohr durch Verschieben geöffnet wird und zu lange Patronen nicht durch die entstehende Öffnung in das Patronenlager geladen werden können. Bei anderen vergleichbaren Konstruktionen wird das Rohr nicht verschoben, sondern an einem Scharnier geschwenkt, wodurch keine Limitierung der Patronenlänge entsteht.